# Gergely Aczel
Gergely Aczel (ur. 27 lutego 1991) – węgierski szachista, arcymistrz od 2018 roku.

## Kariera szachowa
W 2013 roku został mistrzem międzynarodowym, a 5 lat później uzyskał tytuł arcymistrza. Zajął drugie miejsce w mistrzostwach Węgier w 2018 roku.
Najwyższy ranking w dotychczasowej karierze osiągnął 1 listopada 2017 roku, z wynikiem 2573 punktów.